# أنطونيو ليون زاباتا
أنطونيو ليون زاباتا هو سياسي بيروفي، ولد في 1 يوليو 1949 في Talavera de la Reyna ‏ في بيرو. نشط حزبياً في Union for Peru ‏. وقد انتخب عضو مجلس الشيوخ البيروفي ‏ (2003 – 2011).
1. ↑   https://infogob.jne.gob.pe/Politico/FichaPolitico/antonio-leon-zapata_historial-partidario_H+ddf6vX9VQ=d6. اطلع عليه بتاريخ 2024-01-20. {{استشهاد ويب}}: |url= بحاجة لعنوان (مساعدة) والوسيط |title= غير موجود أو فارغ (من ويكي بيانات) (مساعدة)